# Atlas (robot)
Atlas är en tvåbent humanoid robot som främst utvecklats av det amerikanska robotik-företaget Boston Dynamics, med stöd och tillsyn från Defense Advanced Research Projects Agency (DARPA). Roboten är designad för olika Search and Rescue uppgifter. Den presenterades för allmänheten den 11 juli 2013.